# رينو 4 سي في
رينو 4 سي في(بالإنجليزية: Renault 4CV)‏ هي سيارة اقتصادية أنتجتها شركة رينو بين عامي 1946م و1961م. تم استحائها من طراز فولكس واجن بيتلز، وهي أول سيارة يتم بيع أكثر مليون وحدة منها لشركة رينو.

## تاريخ
جرى العمل سراً على هذه السيارة خلال فترة احتلال فرنسا، في نهاية الحرب كانت حالة الشركة جيدة، دخل لوي رينو السجن لتعامله مع العدو وتوفيا فيما بعد، بعد الحرب لم يبقَ شيء، واعتمدت صناعة السيارات الفرنسية النموذج الصغير، أي رينو أربعة أحصنة، إنها أساس شركة رينو الجديدة، ما بعد الحرب، محرك رينو بأربعة أحصنة ذو رأس من ألومنيوم، محرك "750CC" هذا المحرك هو الوحدة التي وضعت في الأمام في رينو4 عام 1961، حاولت رينو تحسين هذه السيارة بوضع هيكل جميل عليها، إذاً رينو6 كانت محاولة لجعل رينو4 أكثر ألفة، «أربعة CV» تعني قوة أربعة أحصنة - شيفو تعني حصان بالفرنسية - ، أظن أن شكل السيارة عموماً يظهر ارتباطها بسيارة البيتل بعض الناس يخطئ القول بأنها تشبه سيارة موريس 1000 وإنها نُسخت عنها، لكنها أُنتجت قبل موريس 1000.
عام 1946 أصبحت أول سيارة إنتاج متوافرة كان لونها أصفر باهتاً، في الواقع لم يتغير لونها منذ الحرب، ما أعطى سيارة اسمها الأول وهو «قالب الزبدة»، وضعت في الأساس لترضي ذوق الرجل الفرنسي العادي.
من العدل القول: «إنها بسيطة جداً، من ناحية الصيانة تقليدية جداً وبتوافر ثلاثة مفاتيح أساسية ومسدس تشحيم يمكنك قطع أميال عديدة، قيادة هذه السيارة مسلية وهي سريعة على المنعطفات كما في خط مستقيم، سرعتها القصوى خمسة وخمسون ميلاً في الساعة -88 كم/س -، نظام التعليق المستقل فيها بسيط جداً ما يمنحك قيادة مريحة، المكابح جيدة، الرؤية جيدة، باستثناء الرؤية من الزجاج الخلفي، سيارة العائلة كانت رينو، غسلتها وأصلحتها وتعلمت القيادة على سيارة رينو أول سيارة لي كان ثمنها أربعة وثلاثين جنيهاً !، وهي » رينو 4« أظن أنني بقيت على سيارة رينو لأن هناك أمراً فريداً يميز سيارات الخمسينيات والستينيات، في الوقت عينه من الجيد أن تكون مختلفاً».